# Manuel Ríos
Manuel Ríos Ríos (* 22. August 1976 in Mexiko-Stadt) ist ein ehemaliger mexikanischer Fußballspieler, der vorwiegend im Mittelfeld agierte.

## Leben
Manuel Ríos begann seine Profikarriere beim CF Pachuca, in dessen Reihen er am 22. März 1997 sein Debüt in der mexikanischen Primera División beim Auswärtsspiel gegen den Puebla FC (0:1) feierte.
1998 wechselte er zum CD Guadalajara, bei dem er in zweieinhalb Jahren 43 Erstligaeinsätze absolvierte und vier Tore erzielte. Außerdem bestritt Ríos im Jahr 2000 mehrere Spiele in der Copa Merconorte, wo er sich dreimal in die Torschützenliste eintrug.
Im Sommer 2002 gewann er mit dem Club América die Meisterschaft und kam in der Copa Libertadores 2002 zum Einsatz.
Zuletzt stand Ríos von Sommer 2003 bis Ende 2004 beim Puebla FC unter Vertrag; jenem Verein, gegen den er 1997 sein Debüt in der ersten mexikanischen Liga bestritten hatte.

## Erfolge
- Mexikanischer Meister: Verano 2002